# Andrea Stašková
Andrea Stašková, née le 12 mai 2000, est une joueuse de football internationale tchèque évoluant au poste d'attaquante.

## Biographie

### En club
En 2016, Andrea Stašková  fait ses débuts en professionnel avec le club tchèque du Sparta Prague.
Le 3 juillet 2019 Andrea Stašková rejoint le championnat d'Italie, en signant avec la Juventus de Turin.

### En sélection
Le 10 octobre 2017, Andrea Stašková fait ses débuts avec l'équipe de République tchèque contre la Biélorussie. Lors de cette première sélection elle marque un triplé (victoire 8 à 0).

## Palmarès
- Sparta Prague
  - Vainqueur du Championnat de République tchèque en 2018
  - Vainqueur de la Coupe de République tchèque en 2017 et 2018